# T. Cooke & Sons
T. Cooke & Sons war ein britischer Maschinen- und Gerätehersteller sowie ab 1900 auch Rüstungshersteller, der 1837 von Thomas Cooke gegründet wurde und 1922 in Cooke, Troughton & Simms aufging. Große Bekanntheit erlangte das Unternehmen durch seine optischen Teleskope (Refraktoren).

## Geschichte
T. Cooke & Sons wurde 1837 von Thomas Cooke (1807–1868) gegründet. Thomas Cooke, der sich das Handwerk der Optikherstellung größtenteils selbst angeeignet hatte, lieh sich dafür einen Kredit von 100 £ von einem Onkel seiner Frau und bezog damit seine erste Werkstatt in 50 Stonegate, York.
1844 bezog das Unternehmen neue Räume in der 12 Coney Street, York. Dort wurden unter anderem ein 7″-Refraktor für Charles Piazzi Smyth in Teneriffa und ein 9½″-Refraktor für John Fletcher Miller (1816–1856) in Whitehaven hergestellt. Die neuen Räumlichkeiten stießen jedoch schnell an ihre Grenzen, sodass sich Cooke entschied, eine Fabrik zu bauen. 1855 wurde die erste Teleskop-Fabrik Englands Buckingham Works in Bishophill, Yorkshire bezogen. Dort erweiterte Cooke auch das Sortiment um Brillen, Uhren, Sonnenuhren, Drehmaschinen, Graviermaschinen und andere optische und mechanische Messgeräte. Um diese Zeit kamen auch seine Söhne Charles Frederick (1837–1898) und Thomas (1839–1919) in das Unternehmen, wobei sich der ältere der beiden Brüder auf die mechanische Konstruktion und der jüngere auf die Optik spezialisierte.

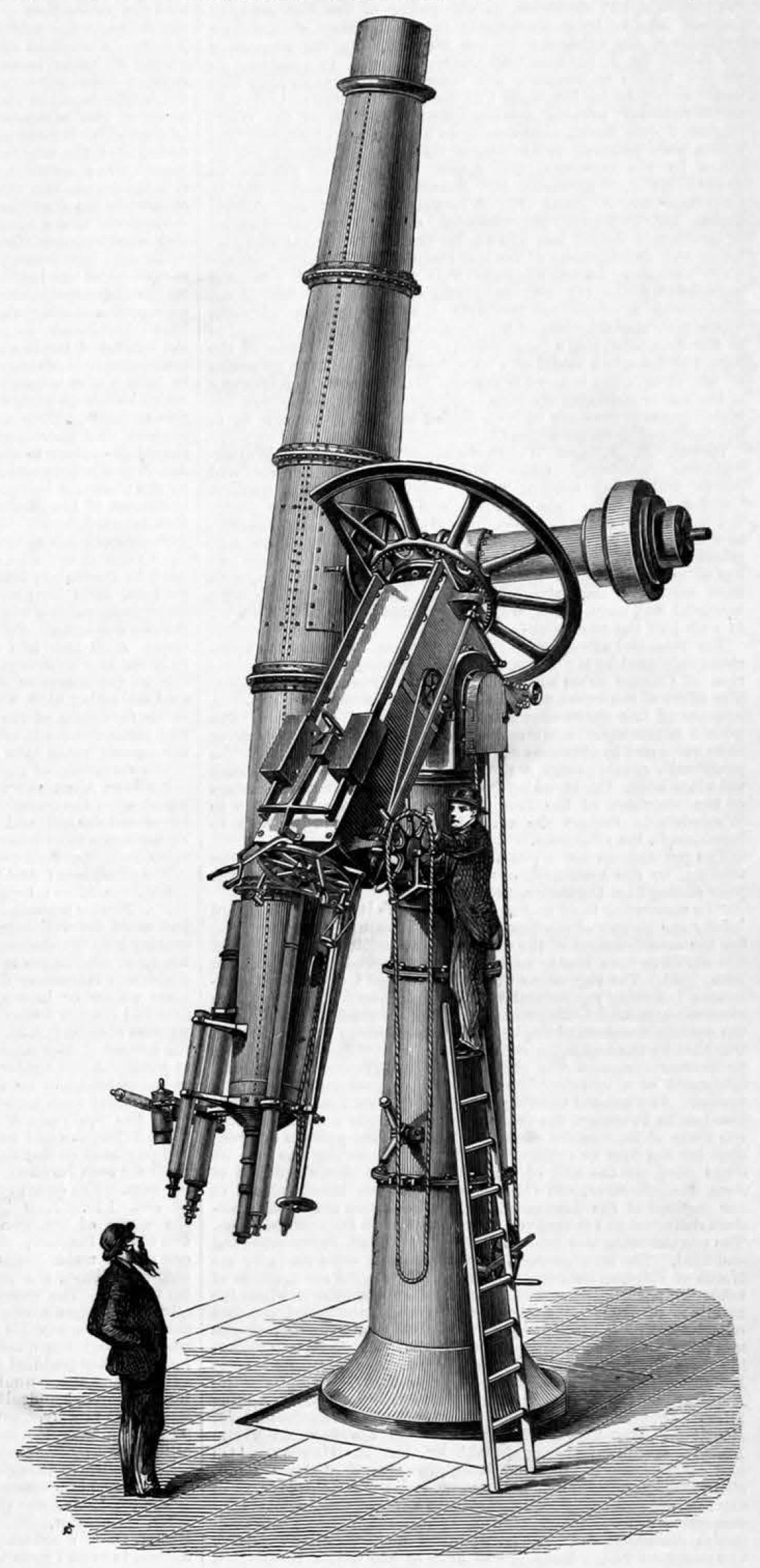
Newall-Teleskop (1869)

Auf der Weltausstellung 1862 in London sah der Ingenieur und Hobbyastronom Robert Stirling Newall (1812–1889) zwei große Linsen vom Glashersteller Chance Brothers, einem Zulieferer von Cooke, und gab darauf bei Cooke den Bau eines 25″-Refraktors in Auftrag. Bis dahin war der größte Refraktor 18½″ groß und 1862 von Alvan Clark & Sons für die University of Mississippi hergestellt wurden. 1863 begann man mit dem Bau des Refraktors und beendete die Arbeiten 1869, ein Jahr nachdem Thomas Cooke verstorben war. Der Refraktor wurde in Newalls privatem Observatorium aufgestellt, nach dessen Tod 1889 dem Cambridge Observatory geschenkt und gelangte 1950 an die astronomische Station auf dem Berg Pendeli, nordöstlich von Athen, des Nationalen Observatorium Athens. 1873 wurde der 26″-Refraktor für das United States Naval Observatory von Alvan Clark & Sons fertiggestellt und löste den Refraktor von T. Cooke & Sons als größten Refraktor der Welt ab.
Nach dem Tod des Vaters führten seine Söhne das Unternehmen weiter und wandelten 1897 die Firma in eine Kapitalgesellschaft (Ltd.) um. Um die Jahrhundertwende kamen auch Rüstungsgüter in das Sortiment und 1914 wurde deswegen eine zweite Fabrik in Bishophill erbaut. Zu dieser Zeit beschäftigte das Unternehmen etwa 400 Mitarbeiter. Der britische Maschinenbau- und Rüstungskonzern Vickers übernahm 1915 die Mehrheit an T. Cooke & Sons und verschmolz das Unternehmen 1922 mit dem Instrumentenhersteller Troughton & Simms zu Cooke, Troughton & Simms, welches 1924 eine hundertprozentige Tochter von Vickers wurde.
Der Name Cooke lebt im Kameralinsenhersteller Cooke Optics fort. 1893 meldete der Fabrikleiter und Chefentwickler von T. Cooke & Sons, Harold Dennis Taylor (1862–1943), die als Cooke-Triplet bezeichnete Objektivkonstruktion als Patent an. Da aber T. Cooke & Sons kein Interesse an der Produktion hatte, lizenzierte er seine Erfindung an Taylor, Taylor & Hobson. 1998 wurde Cooke Optics als eigenständiges Unternehmen gegründet, nachdem Taylor-Hobson seine optische Sparte veräußert hatte.

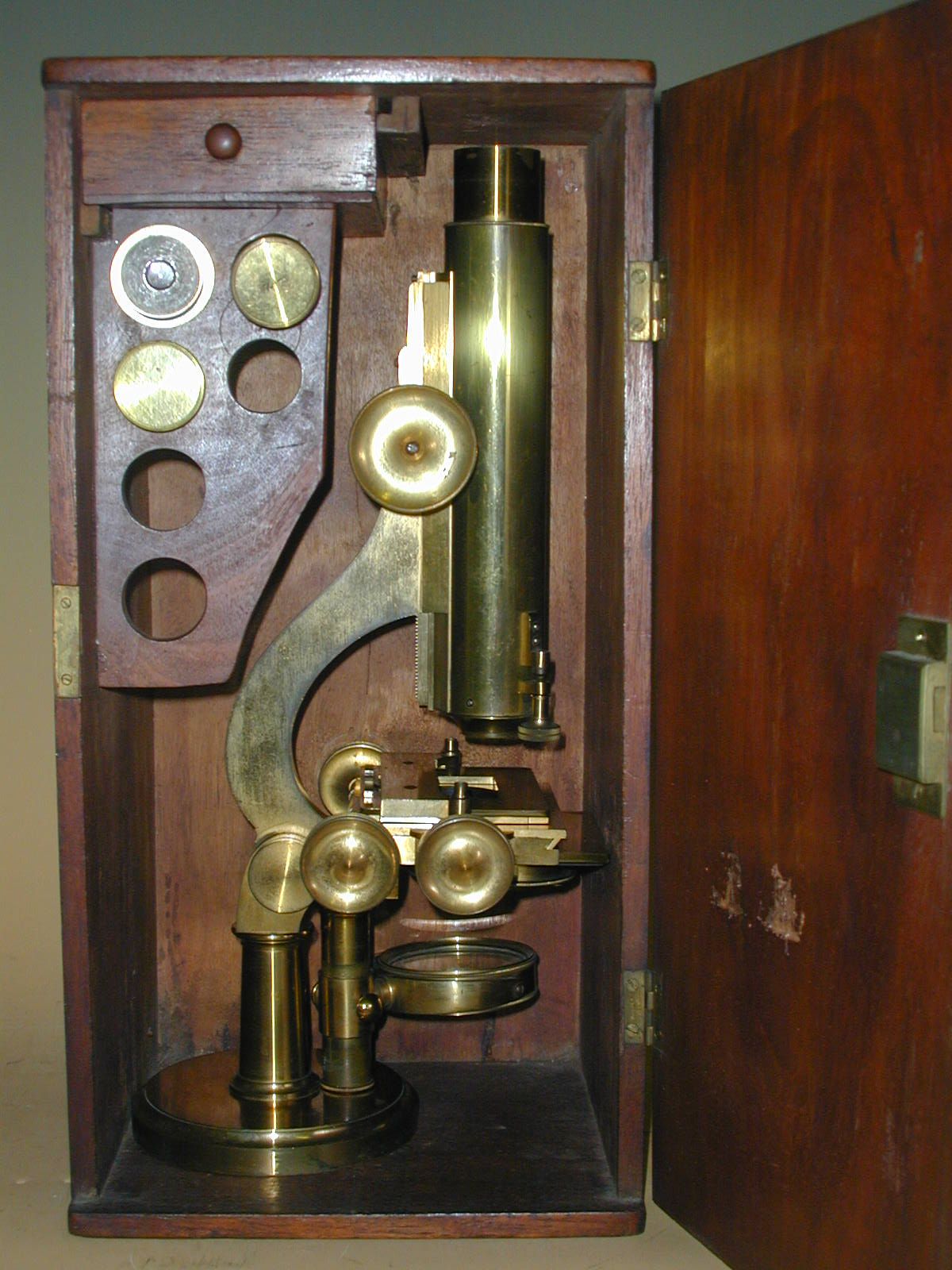
Mikroskop aus Messing, 1850
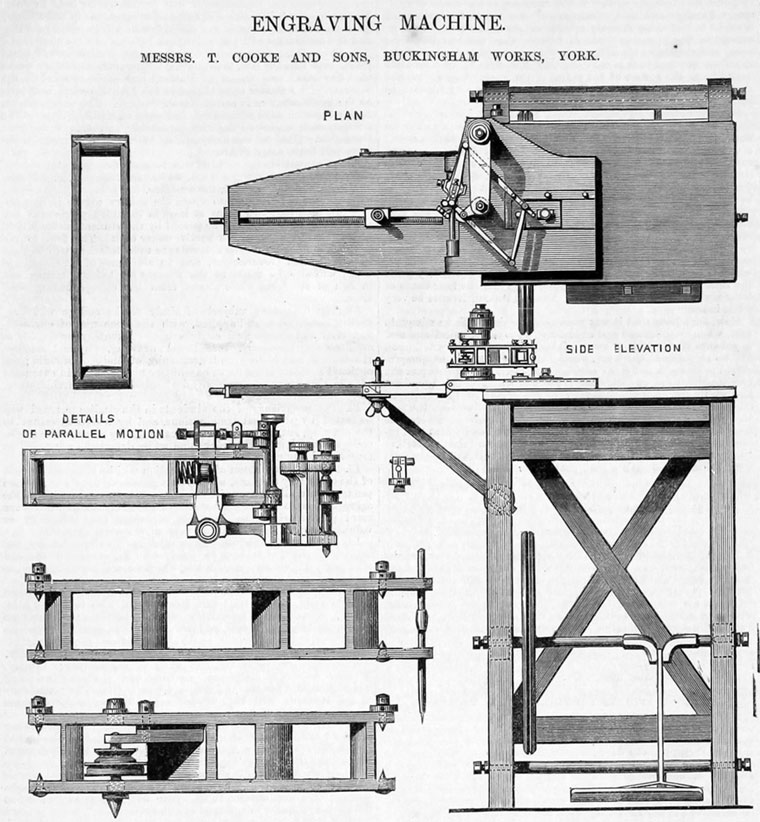
Engraving Machine, 1870
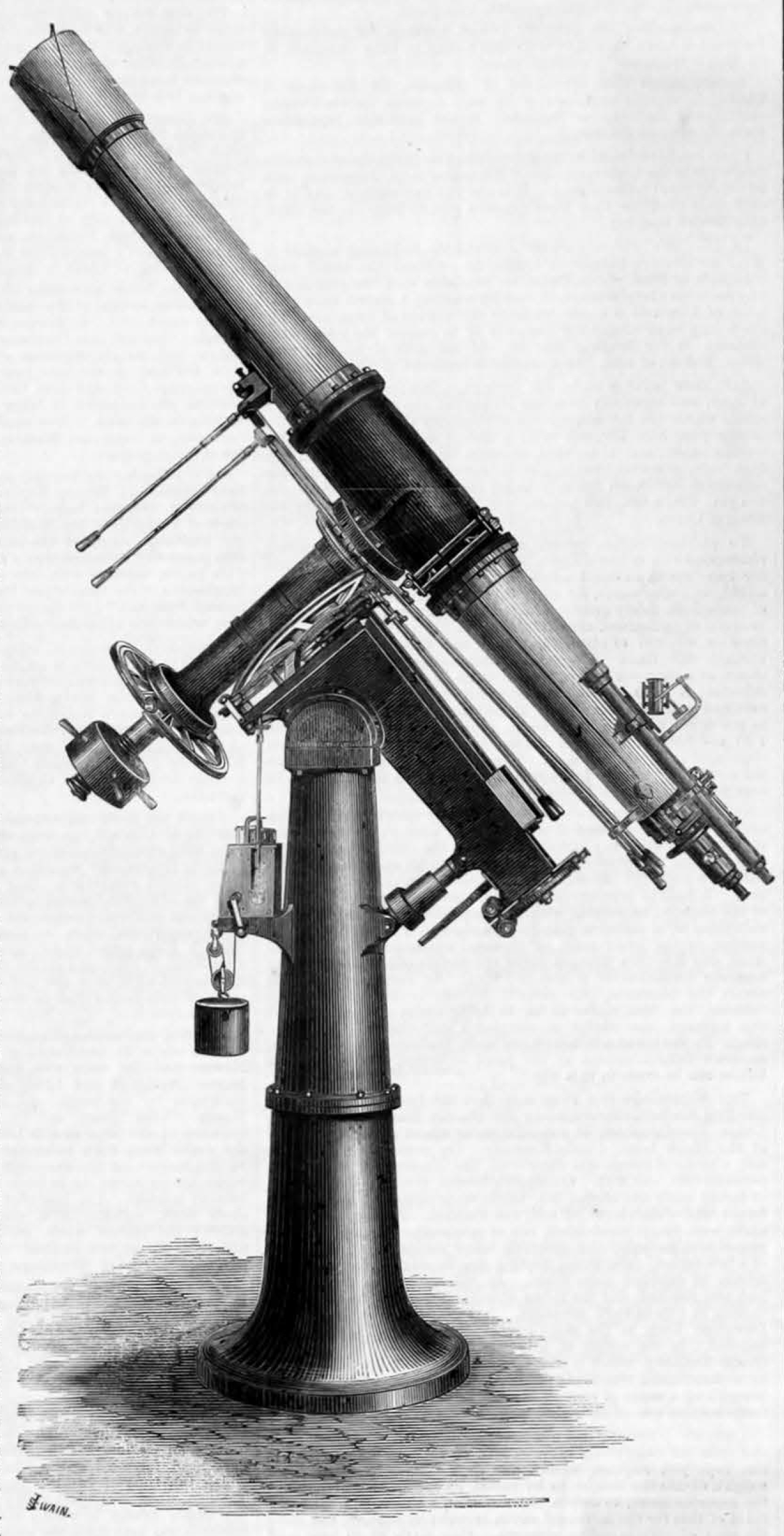
10″-Refraktor, 1871